# Парола: Риба меч
„Парола: Риба меч“ (на английски: Swordfish) е американски екшън-трилър. Филмът излиза през 2001.

## Дублажи

### bTV(2010)
| Преводач            | Илияна Йорданова                                                                    |
| Режисьор на дублажа | Албена Павлова                                                                      |
| Тонрежисьор         | Павел Цонев                                                                         |
| Озвучаващи артисти  | Красимира Кузманова Даниел Цочев Христо Чешмеджиев Николай Николов Здравко Методиев |

### Медиа Линк/bTV/ (2015)
| Преводач            | Венета Горанова                                                      |
| Режисьор на дублажа | Михаела Минева                                                       |
| Тонрежисьор         | Александър Тодоров                                                   |
| Озвучаващи артисти  | Таня Димитрова Ася Рачева Симеон Владов Димитър Иванчев Виктор Танев |

## Сюжет
Опасен супершпионин е нает от ЦРУ, за да открадне неизползвани незаконни правителствени фондове с помощта на хакер, освободен от затвора.